# Naše novine (Jura)
Naše novine su bile tjedne novine na hrvatskom jeziku koje su izlazile u Mađarskoj, ondašnjoj Ugarskoj. Bavile su se društvenim, gospodarskim i zabavnim temama.
Izlazile su u gradu Juri (Đuri) (mađ. Győr) od 1. siječnja 1910. do 25. ožujka 1922. godine.
U izdanju ovih novina je 1919. izašla gramatika hrvatskog jezika Slovnica hervatskoga jezika za selske škole.

## Urednici
- Stjepan Pauković (István Paukovich)
- Stjepan Pinezić (Stefan Pinezich)
- Mate Meršić Miloradić
- Lovre Barilić
- Andrija Prikosović